# Рерих, Светлана Витальевна
Светла́на Вита́льевна Ре́рих (род. 26 августа 1971, Уяр, Красноярский край, Россия) — российская эстрадная певица, телеведущая.

## Биография
Родилась 26 августа 1971 года в городе Уяр Красноярского края. Фамилию унаследовала от матери; предки Светланы — поволжские немцы, репрессированные в 40-е годы. В 14 лет стала лауреатом конкурса вокалистов, проходившем во Всесоюзном детском центре «Артек». После окончания школы поступила в Красноярский государственный педагогический институт. Во время учёбы в институте стала солисткой собственной группы «P.S.», а затем — профессионального коллектива городского дома культуры «Weekend».
Эстрадный дебют Светланы Рерих состоялся в 1989 году, когда песня композитора Андрея Иголкина в её исполнении заняла одно из первых мест в хит-параде молодёжных редакций и радиостанций Урала, Сибири и Дальнего Востока. В эти годы песни Рерих звучали в эфире местных радиостанций и телеканалов Красноярского края, занимали лидирующие места в хит-парадах.
В 1995 году, являясь солисткой Красноярской филармонии, Рерих получила предложение о записи первого альбома на московской тон-студии «Союз», саунд-продюсером которого стал Язнур Гарипов. С декабря этого же года началось творческое сотрудничество Рерих, композитора Николая Погодаева и поэта-песенника Аркадия Юркевича.
В апреле 1996 года вышел дебютный альбом Рерих «Я ждала тебя». Ко времени выхода альбома песня «Дай мне музыку» уже вошла в состав популярных музыкальных сборников, в том числе «Союз-18». На песню был снят видеоклип.
По словам Светланы, материал для нового альбома был проверен на публике:
«Я пела три или четыре песни в сборном каком-то концерте. Пела уже эфирные «Дай мне музыку» и «Аленький цветочек». «Ладошки» пела где-то в середине. Но так, как принимала публика «Ладошки», слыша вообще первый раз эту песню… После выступления мы сразу стали ставить её в конец всех программ. То есть стало понятно, что народ её ест прям, эту песню»
В мае 1997 года вышел второй альбом Рерих «Ладошки», ставший наиболее продаваемым альбомом года на студии «Союз». Наиболее популярные песни альбома — «Аленький цветочек» и «Ладошки» — звучали на радио и были изданы в составе музыкальных сборников, в том числе «Союз-19», «Союз-20», «Горячая десятка», «Это всё для тебя», «Молодые звёзды Союза» и других. На песню «Ладошки» режиссёр Андрей Лукашевич снял клип (причём первое время Светлана отказывалась снимать видео именно на эту песню, но продюсер Николай Погодаев настоял на своём), в нём снялись Сергей Гинзбург, Максим Аверин и Леонид Барац. После издания второго альбома последовала череда концертных выступлений по России и ближнему зарубежью.
Весной 1998 года вышел третий альбом «Вредная девчонка», он не был так популярен, как предыдущие.
В 1999 году записала несколько новых песен, в том числе и «Ты не для меня» в дуэте с Алёной Свиридовой.
В начале 2000-х годов Рерих практически прекратила концертную деятельность.
В 2001 году получила диплом о втором высшем образовании как специалист по связям с общественностью; тема кандидатской диссертации — «Психология манипулирования массовым сознанием». Занималась пиаром, благотворительностью, преподаёт на коммерческих курсах как тренер по тайм-менеджменту для школьников. Спортивный психолог[значимость факта?].
В 2011 году PR-менеджмент певицы заявил о возвращении на сцену. В 2015 году Рерих приняла участие в концерте в поддержку благотворительного фонда Чулпан Хаматовой «Подари жизнь». В 2013 году вышла в эфиры радио «Дача» и «Дорожное радио» песня «Счастье мое» (автор музыки Алексей Лосихин, автор слов Екатерина Логинова). В 2019 — песня «Не Вас…». В 2021 г — песня «Не говори прощай».

## Дискография
Я ждала тебя (1996 год)
1. Просто
2. Дай мне музыку
3. Если
4. Обманщик
5. А остальное не в счёт
6. Я придумаю тайну
7. Не уходи
8. Вижу я
9. Мотивчик
10. Месяц до зимы

Ладошки (1997 год)
1. Ладошки
2. Аленький цветочек
3. Не везёт в любви
4. Воркута
5. Пусть — Non Stop
6. Мотыльки
7. Ночная Москва
8. Бездомная ворона
9. Я сгораю
10. Не грусти, мама
11. Зачем
12. Если (Remix)

Вредная девчонка (1998 год)
1. Не пара
2. Вредная Девчонка
3. Ветер в парус
4. Она просто одна
5. В жёлтом сентябре
6. Да и я
7. Уезжаешь ты…
8. Опять зима
9. Ночная птица Тишина
10. Маленькое чудо
11. Ладошки (Club mix)

The best (1998 год)